# Real Federación Española de Judo
La Real Federación Española de Judo y Deportes Asociados (RFEJDA) es el ente rector del judo en España. Fue fundada en 1965. Engloba los deportes de judo, aikido, jiu-jitsu, wushu, kendo y defensa personal. Pertenece al Comité Olímpico Español y la Federación Internacional de Judo.

## Historia
La Delegación Nacional de Deportes encarga entonces la creación de un departamento de Judo en el seno de la Federación de Lucha que presidía Agustín Aznar.
En 1958 se celebra por primera vez en España, en Barcelona, el Campeonato Europeo de Judo de 1958 con un éxito sin precedentes a pesar de las dificultades encontradas por ser el primer europeo celebrado en España.
La Federación Española (de lucha) contrata un miembro del equipo nacional francés Roland Burger, (3º dan) como director técnico nacional, medalla de bronce ese mismo año en su categoría.
Se solidifica, se estructura y en 1965 con Rafael Urculo a la cabeza comienza la "Federación Española de Judo". Se inician los cursos para entrenadores, de árbitros, se forman las primeras comisiones de grados, que van a regularizar las bases de los exámenes de cintos negros.